# David Boykin
David Boykin (circa 1970) is een Amerikaanse muzikant in de jazz en geïmproviseerde muziek. Hij speelt saxofoon, klarinet, bassklarinet en drums, en is zanger, componist en hoogleraar.

## Leven
David Boykin begon op zijn 21ste klarinet te spelen en vanaf het midden van de jaren 90 werkte hij in de jazzscene van Chicago met musici van de AACM en de Velvet Lounge (Fred Anderson). Hij richtte de David Boykin Outet op, waarin o.a. Nicole Mitchell en Chad Taylor speelden. In 2001 nam hij met de percussionist Bakari Davis het duoalbum The Nextspiritmental Musics of Saxophonist David Boykin op. Tevens werkte hij mee aan opnames van Nicole Mitchell's Black Earth Ensemble. In de jaren 10 begon hij de groep Expanse, met onder andere bassist Josh Abrams en pianist Jim Baker. 
Boykin is Professor aan de Roosevelt University Chicago en leider van Creative Music Ensemble aan de DuSable Leadership Academy in Chicago.

## Beurzen
- CAAP Grant, Chicago Department of Cultural Affairs, 2000
- Arts International Fund for US Artists Performing Abroad, 2002
- Illinois Arts Council Fellowship for Music Composition, 2005
- CAAP Grant, Chicago Department of Cultural Affairs, 2005

## Discografie (selectie)
- David Boykin Outet – Evidence of Life on Other Planets Vol. 1 (Thrill Jockey, 1999)
- David Boykin Outet – Evidence of Life on Other Planets Vol. 2 (BOXmedia, 1999)
- 47th St. Ghost (Dreamline, 2001)
- The Eye of the Beholder (Dreamline, 2004)
- Boykin, Seigfried & Reed (Imaginary Chicago Records, 2004), met Karl E. H. Seigfried, Mike Reed
- Microcosmic Sound Orchestra: Live at the Spareroom April 23 2005 (Sonic Healing Ministries, 2005)
- David Boykin Expanse Live at the Velvet Lounge (Sonic Healing Ministries, 2007), met Nicole Mitchell, Jim Baker, Josh Abrams, Mike Reed
- David Boykin Expanse - Love Power Magic (Sonic Healing Ministries, 2013)
- David Boykin Trio - Live at Dorchester Projects (Sonic Healing Ministries, 2013)